# Baltimore Ravens 2018
La stagione 2018 dei Baltimore Ravens è stata la 23ª della franchigia nella National Football League, l'undicesima con John Harbaugh come capo-allenatore.

## Scelte nel Draft 2018
| Scelte dei Ravens nel Draft 2018 |        |                   |       |                  |                                               |
| Giro                             | Scelta | Giocatore         | Ruolo | College          | Note                                          |
| 1                                | 25     | Hayden Hurst      | TE    | South Carolina   | Da Tennessee                                  |
| 1                                | 32     | Lamar Jackson     | QB    | Louisville       | Da Philadelphia Vincitore Heisman Trophy 2016 |
| 3                                | 83     | Orlando Brown Jr. | OT    | Oklahoma         |                                               |
| 3                                | 86     | Mark Andrews      | TE    | Oklahoma         | Da Kansas City                                |
| 4                                | 118    | Anthony Averett   | CB    | Alabama          |                                               |
| 4                                | 122    | Kenny Young       | ILB   | UCLA             | Da Kansas City                                |
| 4                                | 132    | Jaleel Scott      | WR    | New Mexico State | Da Philadelphia                               |
| 5                                | 162    | Jordan Lasley     | WR    | UCLA             | Da Tennessee                                  |
| 6                                | 190    | DeShon Elliott    | S     | Texas            |                                               |
| 6                                | 212    | Greg Senat        | OT    | Wagner           | Scelta compensatoria Da Oakland               |
| 6                                | 215    | Bradley Bozeman   | C     | Alabama          | Scelta compensatoria Da Tennessee             |
| 7                                | 238    | Zach Sieler       | DE    | Ferris State     | Da Arizona                                    |

Scambi di scelte

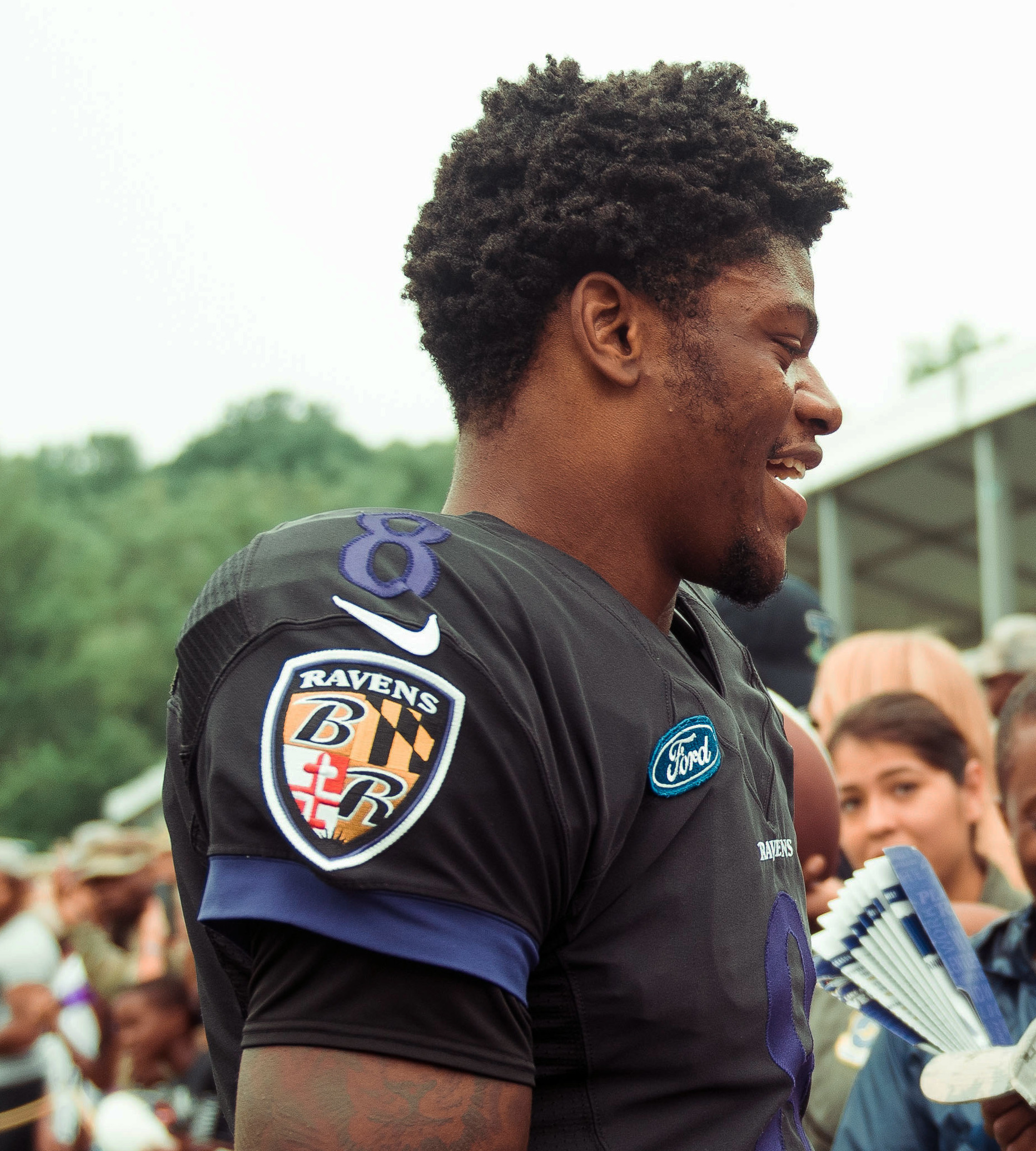
Lamar Jackson è stato una delle due scelte del primo giro dei Ravens nel Draft 2018

- I Ravens scambiarono le loro scelte nel 1º e 5º giro (16ª e 154ª assolute) a Buffalo in cambio delle scelte nel 1º e 3º giro (22ª e 65ª assolute) di questi ultimi.
- I Ravens scambiarono le loro scelte nel 1º e 6º giro (22ª e 215ª assolute) a Tennessee in cambio delle scelte nel 1º e 4º giro (25ª e 125ª assolute) di questi ultimi.
- I Ravens scambiano le loro scelte nel 2º e 4º giro (52ª e 125ª assolute) e una scelta nel 2º giro del Draft NFL 2019 a Philadelphia in cambio delle scelte nel 1º e 4º giro (32ª e 132ª assolute) di questi ultimi.
- I Ravens scambiarono la loro scelta nel 3º giro (75ª assoluta) a Kansas City in cambio delle scelte nel 1º e 4º giro (86ª e 122ª assolute) di questi ultimi.
- I Ravens scambiarono la loro scelta nel 5º giro (152ª assoluta) a Tennessee in cambio delle scelte nel 5º e 6º giro (162ª e 215ª assolute) di questi ultimi.
- I Ravens scambiarono la loro scelta nel 3º giro (65ª assoluta) a Oakland in cambio delle scelte nel 3°, 5°, e 6º giro (75ª, 152ª, e 212ª assolute) di questi ultimi.
- I Ravens scambiarono la loro scelta nel 7º giro (238ª assoluta) a Arizona in cambio del centro Tony Bergstrom di questi ultimi. Successivamente la scelta fu restituita ai Ravens.
- I Ravens ricevettero una scelta compensatoria nel 6º giro (215ª assoluta), che verrà scambiata con Tennessee e poi restituita ai Ravens.

## Roster
| Roster dei Baltimore Ravens nel 2018 |
| --- |
| Quarterback - 5 Joe Flacco - 3 Robert Griffin III - 8 Lamar Jackson Running Back - 37 Javorius Allen - 34 Alex Collins - 42 Patrick Ricard FB/NT - 47 De'Lance Turner Wide Receiver - 13 John Brown - 15 Michael Crabtree - 84 Janarion Grant - 17 Jordan Lasley - 10 Chris Moore - 83 Willie Snead IV Tight End - 89 Mark Andrews - 86 Nick Boyle - 81 Hayden Hurst - 87 Maxx Williams Offensive Linemen - 77 Bradley Bozeman C - 78 Orlando Brown Jr. T - 71 Jermaine Eluemunor G - 74 James Hurst T - 72 Alex Lewis G - 68 Matt Skura C - 79 Ronnie Stanley T - 73 Marshal Yanda G Defensive Linemen - 69 Willie Henry DT - 97 Michael Pierce DT - 95 Zach Sieler DT - 96 Brent Urban DE - 98 Brandon Williams DT - 93 Chris Wormley DE Linebacker - 49 Chris Board ILB - 54 Tyus Bowser OLB - 99 Matt Judon OLB - 57 C.J. Mosley ILB - 48 Patrick Onwuasor ILB - 90 Za'Darius Smith OLB - 55 Terrell Suggs OLB - 56 Tim Williams OLB - 40 Kenny Young ILB Defensive Back - 28 Anthony Averett CB - 26 Maurice Canady CB - 24 Brandon Carr CB - 36 Chuck Clark FS - 29 Marlon Humphrey CB - 23 Tony Jefferson SS - 41 Anthony Levine SS - 22 Jimmy Smith CB - 32 Eric Weddle FS - 27 Darious Williams CB - 25 Tavon Young CB Special Team - 46 Morgan Cox LS - 4 Sam Koch P - 9 Justin Tucker K Lista delle riserve - 16 Quincy Adeboyejo WR (PUP) - 53 Bam Bradley ILB (PUP) - 30 Kenneth Dixon IR - 21 DeShon Elliott FS (IR) - 43 Jaylen Hill CB (PUP) - 38 Stanley Jean-Baptiste CB (IR) - 12 Jaleel Scott WR (IR) - 64 Greg Senat T (IR) - 6 Kaare Vedvik K (NF-Inj.) Squadra di allenamento - 60 Randin Crecelius G - 31 Robertson Daniel CB - 35 Gus Edwards RB - 45 Christopher Ezeala FB - 59 Myles Humphrey OLB - 33 Cyrus Jones CB - 91 Christian LaCouture DE - 65 Nico Siragusa G - 80 Darren Waller TE - 14 Tim White WR 53 attivi, 9 inattivi, 10 nella squadra di allenamento |
| Legenda - I rookie sono in corsivo. - Il primo ruolo è il principale mentre gli eventuali successivi indicano i ruoli secondari. - (IR) sta per Injured Reserve ed indica la lista ristretta per un solo giocatore infortunato che può tornare ad allenarsi dopo la settimana 6 e a rientrare in prima squadra dopo che questa ha giocato 8 partite. - (NF-Inj.) / (NF-Ill.) stanno rispettivamente per Non-Football Injured e Non-Football Illness ed indicano le liste dove viene inserito un giocatore che ha un infortunio o una malattia non dipendente dal football americano. - (PUP) sta per Physically Unable to Perform ed indica la lista dove viene inserito un giocatore mentre è in attesa di recuperare la condizione fisica. Nella stagione regolare dopo la sesta partita giocata dalla propria squadra, il giocatore ha tempo tre settimane per riprendere ad allenarsi, più tre settimane aggiuntive dal suo rientro agli allenamenti per rientrare in prima squadra. |

## Calendario

### Precampionato
Il 13 febbraio 2018, la NFL annunciò che i Ravens avrebbero affrontato i Chicago Bears nella tradizionale Pro Football Hall of Fame Game, giovedì 2 agosto, al Tom Benson Hall of Fame Stadium a Canton (Ohio).
Il resto del calendario della precampionato è stato annunciato l'11 aprile 2018.
| Precampionato |       |               |               |              |                       |           |        |                                          |      |         |
| Settimana     | Data  | Ora           | Data italiana | Ora italiana | Avversario            | Risultato | Record | Stadio                                   | TV   | Sintesi |
| HOF           | 02/08 | 8:00 p.m. EDT | 03/08         | 02:00        | Chicago Bears         | V 17–16   | 1–0    | Tom Benson Hall of Fame Stadium (Canton) | NBC  | Recap   |
| 1             | 09/08 | 7:30 p.m. EDT | 10/08         | 01:30        | Los Angeles Rams      | V 33–7    | 2–0    | M&T Bank Stadium                         | WBAL | Recap   |
| 2             | 20/08 | 8:00 p.m. EDT | 21/08         | 02:00        | at Indianapolis Colts | V 20–19   | 3–0    | Lucas Oil Stadium                        | ESPN | Recap   |
| 3             | 25/08 | 7:00 p.m. EDT | 26/08         | 01:00        | at Miami Dolphins     | V 27–10   | 4–0    | Hard Rock Stadium                        |      | Recap   |
| 4             | 30/08 | 7:30 p.m.     | 31/08         | 01:30        | Washington Redskins   | V 30–20   | 5–0    | M&T Bank Stadium                         |      | Recap   |

### Stagione regolare
Il calendario della stagione è stato annunciato il 19 aprile 2018.
| Stagione regolare |                         |                    |                    |                         |                    |
| Turno             | Avversario              | Risultato          | Record             | Stadio                  | Sintesi            |
| 1                 | Buffalo Bills           | V 47–3             | 1–0                | M&T Bank Stadium        | Recap              |
| 2                 | at Cincinnati Bengals   | S 23–34            | 1–1                | Paul Brown Stadium      | Recap              |
| 3                 | Denver Broncos          | V 27–14            | 2–1                | M&T Bank Stadium        | Recap              |
| 4                 | at Pittsburgh Steelers  | V 26–14            | 3–1                | Heinz Field             | Recap              |
| 5                 | at Cleveland Browns     | S 9–12 dts         | 3–2                | FirstEnergy Stadium     | Recap              |
| 6                 | at Tennessee Titans     | V 21–0             | 4–2                | Nissan Stadium          | Recap              |
| 7                 | New Orleans Saints      | S 23–24            | 4–3                | M&T Bank Stadium        | Recap              |
| 8                 | at Carolina Panthers    | S 21–36            | 4–4                | Bank of America Stadium | Recap              |
| 9                 | Pittsburgh Steelers     | S 16–23            | 4–5                | M&T Bank Stadium        | Recap              |
| 10                | Settimana di pausa      | Settimana di pausa | Settimana di pausa | Settimana di pausa      | Settimana di pausa |
| 11                | Cincinnati Bengals      | V 24–21            | 5–5                | M&T Bank Stadium        | Recap              |
| 12                | Oakland Raiders         | V 34–17            | 6–5                | M&T Bank Stadium        | Recap              |
| 13                | at Atlanta Falcons      | V 26–16            | 7–5                | Mercedes-Benz Stadium   | Recap              |
| 14                | at Kansas City Chiefs   | S 24–27            | 7–6                | Arrowhead Stadium       | Recap              |
| 15                | Tampa Bay Buccaneers    | V 20–12            | 8–6                | M&T Bank Stadium        | Recap              |
| 16                | at Los Angeles Chargers | V 22–10            | 9–6                | StubHub Center          | Recap              |
| 17                | Cleveland Browns        | V 26–24            | 10–6               | M&T Bank Stadium        | Recap              |

Note
- Gli avversari della propria division sono in grassetto.

### Playoff
| Playoff   |                |                          |           |        |                  |         |
| Turno     | Data           | Avversario               | Risultato | Record | Stadio           | Sintesi |
| Wild Card | 6 gennaio 2019 | Los Angeles Chargers (5) | S 17–23   | 0–1    | M&T Bank Stadium | Recap   |

## Classifiche

### Division
| AFC North            | AFC North | AFC North | AFC North | AFC North                   | AFC North | AFC North | AFC North | AFC North |
| vedi • disc. • mod.  | V         | S         | P         | PCT                         | DIV       | CONF      | PF        | PS        |
| -------------------- | --------- | --------- | --------- | --------------------------- | --------- | --------- | --------- | --------- |
| Pittsburgh Steelers  | 8         | 6         | 1         | Template:Winning percentage | 3–1–1     | 5–5–1     | 384       | 316       |
| Baltimore Ravens     | 10        | 6         | 0         | Template:Winning percentage | 2–3       | 7–4       | 363       | 263       |
| Cleveland Browns †   | 7         | 8         | 1         | Template:Winning percentage | 2–1–1     | 4–5–1     | 309       | 348       |
| Cincinnati Bengals † | 6         | 8         | 0         | Template:Winning percentage | 1–3       | 4–6       | 337       | 413       |

### Conference
| American Football Conference           | American Football Conference | American Football Conference | American Football Conference | American Football Conference | American Football Conference | American Football Conference | American Football Conference | American Football Conference | American Football Conference | American Football Conference |
| Pos.                                   | Squadra                      | Division                     | V                            | S                            | P                            | PCT                          | DIV                          | CONF                         | SOS                          | SOV                          |
| -------------------------------------- | ---------------------------- | ---------------------------- | ---------------------------- | ---------------------------- | ---------------------------- | ---------------------------- | ---------------------------- | ---------------------------- | ---------------------------- | ---------------------------- |
| Capolista di Division                  |                              |                              |                              |                              |                              |                              |                              |                              |                              |                              |
| 1                                      | Kansas City Chiefs           | West                         | 12                           | 4                            | 0                            | .750                         | 5–1                          | 10–2                         | .480                         | .401                         |
| 2                                      | New England Patriots         | East                         | 11                           | 5                            | 0                            | .688                         | 5–1                          | 8–4                          | .482                         | .494                         |
| 3                                      | Houston Texans               | South                        | 11                           | 5                            | 0                            | .688                         | 4–2                          | 9–3                          | .471                         | .435                         |
| 4                                      | Baltimore Ravens             | North                        | 10                           | 6                            | 0                            | .625                         | 3–3                          | 8–4                          | .496                         | .450                         |
| Wild Card                              |                              |                              |                              |                              |                              |                              |                              |                              |                              |                              |
| 5                                      | Los Angeles Chargers         | West                         | 12                           | 4                            | 0                            | .750                         | 4–2                          | 9–3                          | .477                         | .422                         |
| 6                                      | Indianapolis Colts           | South                        | 10                           | 6                            | 0                            | .625                         | 4–2                          | 7–5                          | .465                         | .456                         |
| Non qualificati per i play-off         |                              |                              |                              |                              |                              |                              |                              |                              |                              |                              |
| 7                                      | Pittsburgh Steelers          | North                        | 9                            | 6                            | 1                            | .594                         | 4–1–1                        | 6–5–1                        | .504                         | .448                         |
| 8                                      | Tennessee Titans             | South                        | 9                            | 7                            | 0                            | .563                         | 3–3                          | 5–7                          | .520                         | .465                         |
| 9                                      | Cleveland Browns             | North                        | 7                            | 8                            | 1                            | .469                         | 3–2–1                        | 5–6–1                        | .516                         | .411                         |
| 10                                     | Miami Dolphins               | East                         | 7                            | 9                            | 0                            | .438                         | 4–2                          | 6–6                          | .469                         | .446                         |
| 11                                     | Denver Broncos               | West                         | 6                            | 10                           | 0                            | .375                         | 2–4                          | 4–8                          | .523                         | .464                         |
| 12                                     | Cincinnati Bengals           | North                        | 6                            | 10                           | 0                            | .375                         | 1–5                          | 4–8                          | .535                         | .448                         |
| 13                                     | Buffalo Bills                | East                         | 6                            | 10                           | 0                            | .375                         | 2–4                          | 4–8                          | .523                         | .411                         |
| 14                                     | Jacksonville Jaguars         | South                        | 5                            | 11                           | 0                            | .313                         | 1–5                          | 4–8                          | .549                         | .463                         |
| 15                                     | New York Jets                | East                         | 4                            | 12                           | 0                            | .250                         | 1–5                          | 3–9                          | .506                         | .438                         |
| 16                                     | Oakland Raiders              | West                         | 4                            | 12                           | 0                            | .250                         | 1–5                          | 3–9                          | .547                         | .406                         |
| Criteri di spareggio                   |                              |                              |                              |                              |                              |                              |                              |                              |                              |                              |
| 1. 2. 3. 4. 5. 6. 7. 8. 9. 10.         |                              |                              |                              |                              |                              |                              |                              |                              |                              |                              |
| Legenda                                |                              |                              |                              |                              |                              |                              |                              |                              |                              |                              |
| w — wild card ottenuta                 |                              |                              |                              |                              |                              |                              |                              |                              |                              |                              |
| x — partecipazione ai playoff ottenuta |                              |                              |                              |                              |                              |                              |                              |                              |                              |                              |
| y — campioni di division               |                              |                              |                              |                              |                              |                              |                              |                              |                              |                              |
| z — salto del primo turno di play-off  |                              |                              |                              |                              |                              |                              |                              |                              |                              |                              |
| * — vantaggio del campo ottenuto       |                              |                              |                              |                              |                              |                              |                              |                              |                              |                              |

## Premi

### Premi settimanali e mensili
- Justin Tucker:

giocatore degli special team della AFC della settimana 3
giocatore degli special team della AFC del mese di settembre
giocatore degli special team della AFC della settimana 17
giocatore degli special team della AFC del mese di novembre
- Za'Darius Smith:

difensore della AFC della settimana 6
- Cyrus Jones:

giocatore degli special team della AFC della settimana 12
- Patrick Onwuasor:

difensore della AFC della settimana 16
- Lamar Jackson

rookie offensivo del mese di dicembre